# 亞洲早晨
《亞洲早晨》（英語：Good Morning Asia），亞洲電視新聞及公共事務部製作的新聞節目，逢星期一至星期六於本港台播出。香港其他電視台同類節目有無綫電視的《香港早晨》、香港有線電視的《Cable早晨》和now TV的《now早晨》。

## 節目歷史
1976年4月19日至1984年4月1日，07:00，麗的電視第一台（易手後稱亞洲電視中文台）播放《世界新聞》，以粵語播放，主播為蕭若元，是全球第一個華語早晨新聞節目。
1984年4月2日開始，星期一至五06:45-09:00播放由新聞及公共事務部及節目製作部聯合製作的清談節目《大家早晨》。
1985年6月17日起，改稱為《亞洲早晨》。
1989年5月29日起，改稱為《晨早直播室》，由黃子華、鄧梓峰、洪朝豐和顧紀筠擔任節目主持，由成立無綫電視《香港早晨》的陳圖安監製。
1991年初，亞洲電視留意到市民因海灣戰爭而對早晨新聞節目有高度需求，將原來的清談節目《晨早直播室》改由新聞部負責製作，使無綫電視收視率大跌。
1991年4月1日，節目名稱改為《晨早新聞》，當時節目安排在星期一至五07:00-09:00播出。
1993年10月4日曾增設《國語新聞》，後來易名及改於國際台播放。
1993年12月6日，《晨早新聞》的結束時間延遲至09:15。
1995年6月5日起，《晨早新聞》提早至06:30開始播放。
1999年10月4日節目名稱改為《亞視晨早新聞》。
2000年1月17日起，《亞視晨早新聞》的結束時間提早至09:00。
2000年10月16日起，節目名稱恢復為《亞洲早晨》。
2004年12月13日起，本港台和now TV24小時亞視新聞台聯播《亞洲早晨》。
2007年7月23日起，亞視新聞部遷入大埔新廠房後，第一次於新廠房播出《亞洲早晨》，新聞主播加財經主播一起坐在一張梳化報導新聞，而主播檯則改為茶几擺放稿件，這是與一般新聞報導方式不相同的地方。
2007年11月20日凌晨起，因24小時亞視新聞台停播，節目終止在該台的播映。
2007年12月3日初，新聞財經頻道開始試播，於同樣的時段與本港台聯播《亞洲早晨》。
2007年12月31日，新聞財經頻道正式啟播，於同樣的時段與本港台聯播《亞洲早晨》。
2009年1月中，亞視新聞翻新《亞洲早晨》廠房播出節目。
2009年4月1日，因亞洲電視重組其數碼頻道，新聞財經頻道停播。《亞洲早晨》由全新的本港台和亞洲高清台（今亞洲台）聯播。
2009年5月4日，亞視新聞翻新常規新聞廠房，《亞洲早晨》首次改用該廠播出節目。
2009年7月20日起，《亞洲早晨》再次使用「虛擬演播室」技術，兩位主播再度開始分開兩個直播室分別播送普通新聞和財經新聞。
2011年5月9日起，逢星期一至五的節目時間由06:30-09:15改為06:30-08:45，節目縮短至135分鐘。
2012年奧運期間（7月28日至8月13日），由於07:15-07:45播出《倫敦奧運一齊睇》，《亞洲早晨》在此期間改為星期一至五06:30-07:15及07:45-08:45、星期六06:30-07:15及07:45-08:30播出。
2012年8月6日起，逢星期一至五節目結束時間由08:45提早5分鐘至08:40。2013年6月3日起再提早5分鐘至08:35結束。
2015年1月1日起，因亞洲電視資金緊絀而欠薪一個月，新聞部決定即日起取消播出《亞洲早晨》。原時段改為06:30-07:30播出《爸爸兩邊走》及07:30-08:30播出《香港百人》，另外星期一至五08:30-08:45改為重播《ATV這一家》（1月2日及5日分別改為重播《ATV每日一歌》及《ATV焦點》而除外）。
復播前，正常情況節目內容以下為例：
- 晨早新聞（06:30、06:45、07:00、07:30、08:00、08:30）：播出當天本地、國際、財經重點及體育新聞
- 當年今日（07:15）：重溫前一天《當年今日》節目內容
- 晨早經濟快訊（07:20、07:45、08:15）：播出當天財經新聞
- 兩岸點滴（07:27）：播出《兩岸點滴》節目內容（台灣海峽兩岸有趣新聞）
- 天氣報告：由科學主任報告天氣（07:38、08:32）及由新聞主播報告天氣（07:55）

每節新聞開始新聞主播亦會讀出天氣概況
- 交通消息（07:42、08:10）：播出由運輸署提供的交通實況影像

2015年8月1日起，新聞部恢復製作《亞洲早晨》，逢星期一至五及六分別改為06:30-08:45及07:00-08:00（分為三節）於本港台播出，不與亞洲台聯播。
2016年1月1日起，《亞洲早晨》更換片頭設計及片頭音樂。
2016年1月7日起，《亞洲早晨》更換片頭設計中的「亞洲早晨」字型。
2016年2月1日起，因亞洲電視拖欠部分員工12月份薪金的1個月期限屆滿，預料會有員工相繼離職，新聞部決定再度取消播映《亞洲早晨》，至此節目全面停播。原時段改為與亞洲台同步星期一至五06:30-07:30播出《豪遊天下》、07:30-08:30播出《東邊西邊》及08:30-08:45改為播出《十分財經資訊》。

## 播映時間
| 播出日子   | 播出時間    |
| ---------- | ----------- |
| 星期一至五 | 06:30-08:35 |
| 星期六     | 07:00-08:00 |

### 節目調動
- 2002年世界盃期間（5月31日至6月6日）：由於本港台07:30-08:00（6月3日至7日）、07:15-07:45（6月10日至19日, 22日及26日至27日）及08:00-08:30（6月11日至15日）播出《2002世界盃精華》，《亞洲早晨》在此期間改為星期一至五06:30-07:30及08:00-09:12（6月3日至7日）／06:30-07:15、07:45-08:00（6月11日至15日）、07:45-09:12（6月10日, 17日至19日, 22日及26日至27日）及08:30-09:12（6月11日至15日）、星期六06:30-07:15及07:45-09:05播出（6月8日起每個星期六）及提早至08;35結束（6月10日）。
- 2004年奧運期間（8月15日至8月29日）：由於本港台07:25-07:55播出《奧運早點》，《亞洲早晨》在此期間改為星期一至五06:30-07:25及07:55-09:15、星期六06:30-07:25及07:55-08:30播出。
- 2006年世界盃期間（6月9日至7月9日）：由於本港台08:30-09:00（6月12日至20日及26日至28日）／08:00-09:05（6月21日至23日）／08:00-08;30（6月10日及7月1日）/09:00（6月17日起每個星期六至6月24日）播出《2006世界盃賽事精華》，《亞洲早晨》在此期間改為星期一至五06:30-08:30及09:00-09:15（6月12日至20日及26日至28日）／06:30-08:00及09:05-09:15（6月21日至23日）、星期六分別提早至08;00結束(至7月1日)。
- 2008年奧運期間（8月8日至8月24日）：由於本港台09:00-09:30播出《福娃》（8月11日至21日）及《為中國加油》（8月22日），《亞洲早晨》在此期間分別提早至09;00（星期一至五）及08;00（星期六）結束。
- 2012年奧運期間（7月28日至8月13日）：由於本港台07:15-07:45播出《倫敦奧運一齊睇》，《亞洲早晨》在此期間改為星期一至五06:30-07:15及07:45-08:45、星期六06:30-07:15及07:45-08:00播出。
- 2014年6月2日（星期一）：由於騰出時間予本港台直播《大埔區龍舟競賽2014》，當日提早至08:25結束。

## 節目內容
星期一至五以正常情況下為例：
- 晨早新聞（06:30、06:45、07:05、07:30、07:55、08:30）：播出當天本地、國際、財經重點及體育新聞
  - 天氣預告：簡單預告當日天氣情況、分區氣溫及空氣質素健康指數（06:30、07:30）或簡單預告當日天氣情況、溫度及相對濕度[3]（06:45、07:05、08:15）或簡單預告當日天氣情況（08:30）。
  - 重點新聞：由新聞主播報道當天重點新聞
  - 本地新聞：由新聞主播報道當天較次要之本地新聞
  - 國際要聞：由新聞主播報道當天較次要之國際新聞
  - 體育新聞：由新聞主播報道當天體育新聞（非體育速遞時間）
- 當年今日（07:15）：重溫前一天《當年今日》節目內容
- 晨早經濟快訊（07:20、07:45、08:15）：播出當天財經新聞
- 兩岸點滴（07:27）：播出《兩岸點滴》節目內容（台灣海峽兩岸有趣新聞）
- 天氣報告：由科學主任報告天氣（07:15、08:10、08:40）

每節新聞開始新聞主播亦會讀出天氣概況
- 交通消息（07:40、08:05）：播出由運輸署提供的交通實況影像

星期六《亞洲早晨》分為三節（07:00-07:20、07:25-07:40、07:45-08:00），以正常情況下為例：
- 晨早新聞（07:00、07:25、07:45）：播出當天本地、國際、財經及體育新聞
- 當年今日（07:15）：重溫前一天《當年今日》節目內容
- 天氣報告（07:15、07:55）：由香港天文台科學主任報告天氣

第一及三節新聞開始新聞主播亦會讀出天氣概況
- 氣象冷知識[[[Wikipedia:格式手册/链接#章節|錨點失效]]]（07:35）：由香港天文台科學主任報道有關氣象的冷知識

## 場景
《亞洲早晨》通常由一名新聞主播加一名財經主播為組合，在廣播道為總部的年代，他們是分開兩個直播室分別播送普通新聞和財經新聞。2007年7月22日亞洲電視搬遷總部到大埔工業邨後，兩位主播才一起坐在一張梳化報導新聞，而主播枱則改為茶几擺放稿件，這是與一般新聞報導方式不相同的地方。
2009年5月4日，《亞洲早晨》轉為使用《六點鐘新聞》所用的新聞直播廠。
2009年7月20日，兩位主播再度開始分開兩個直播室分別播送普通新聞和財經新聞，並轉用虛擬背景。

## 主播

### 前任主播
- 已離職主播：李靜愉、李燦榮、梁溯庭、盧卓瑤、嚴劍豪、譚瑋雄、劉曉君、盧瑞盛、潘詠兒、羅振邦、吳秀華、李懿莊、洪潔薇、魏派賢、蔡芷璇、李卓敏、陳素娟、林詠雯、梁麗嫦、戚香蓮、李瑞冰、呂婉瑩、陳佩兒、陳苑蓉、梁靜雯、黃雅宇、高祖怡、李彤、余安琪、吳定恩、林俊業、郭詠琴
- 已離職財經主播：盧卓瑤、蔡芷璇、陳啟樂、嚴劍豪、丘紫薇、曾紫蕾、林芷彤